# Maralekere, Mandya
Maralekere là một làng thuộc tehsil Mandya, huyện Mandya, bang Karnataka, Ấn Độ.